# Przejście graniczne Czop-Záhony (kolejowe)
Przejście graniczne Czop-Záhony (też Przejście graniczne Czop (Drużba)) – to międzynarodowe ukraińsko-węgierskie kolejowe przejście graniczne, położone w rejonie użhorodzkim obwodu zakarpackiego.
Jest to przejście przeznaczone dla ruchu osobowego oraz towarowego.